# Tomaz Salomão

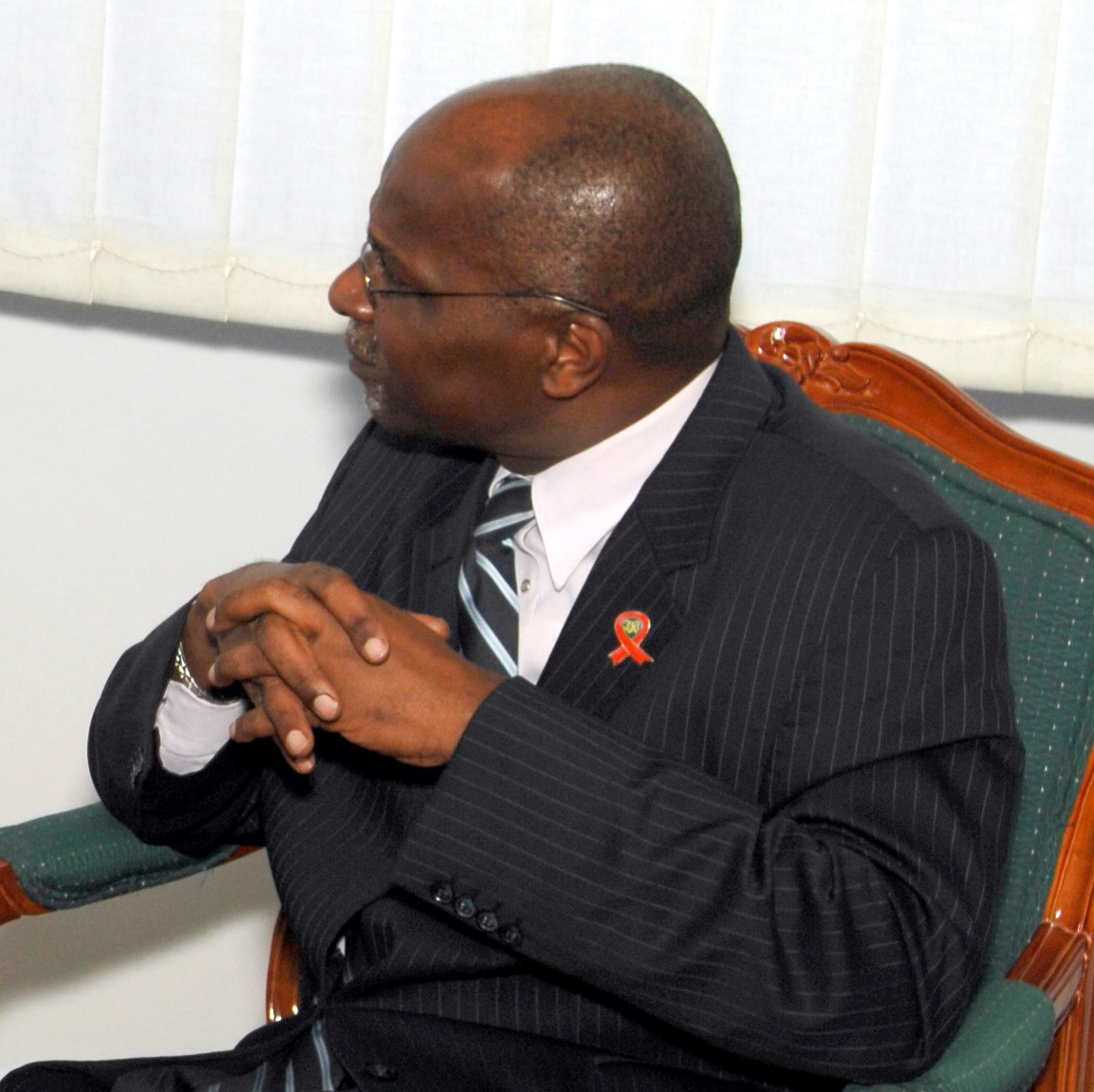
Tomaz Salomão (2007)

Tomaz Augusto Salomão (* 16. Oktober 1954 in Inharrime, Provinz Inhambane) ist ein mosambikanischer Politiker und Ökonom und war Generalsekretär der Südafrikanischen Entwicklungsgemeinschaft (SADC).
Salomão stammte aus einem einfachen Elternhaus. Sein Vater João Salomão Cumbana war als Sanitäter, Buchhalter und Lehrer tätig. Seine Mutter war Krankenschwester und Hausangestellte. Die Grundschulbildung erwarb er zwischen 1960 und 1965 an der Carneiro-Araújo-Schule in Inhambane. Bis 1969 weilte er an der Industrie- und Handelsschule (Escola Industrial e Comercial) von Inhambane und erhielt dort einen Berufsabschluss. Danach ging er an das Handelsinstitut von Maputo (Instituto Comercial de Maputo), wo er bis 1972 verblieb. 1972 machte er seinen Abschluss als Wirtschaftsprüfer.
Vor seinem Studienabschluss arbeitete er zwischen 1973 und 1974 im Forschungsbüro der Caixa Económica Montepio. Bis 1976 war er auch Mitglied des Verwaltungsrats von Montepio de Moçambique.
1977 erwarb er einen Bachelor in Wirtschaftswissenschaften an der Eduardo-Mondlane-Universität in Maputo, es folgte 1988 ein Lizenziat und ein Master im Jahre 1992.
Zwischen 2002 und 2004 lehrte er an seiner Alma Mater. Zudem promovierte Salomão an der Johns Hopkins University in Baltimore, USA, zum Ph.D.
Salomão war nahezu zwei Jahrzehnte in leitenden Positionen in der Politik Mosambiks tätig. Zwischen 1994 und 1999 war er im Finanz- und Planungsministerium tätig. Zuerst als stellvertretender Minister für Finanzen und Planung und später ab 1994 leitete er das Ministerium. Zeitgleich zu seiner Position als Finanzminister war Salomão Vertreter Mosambiks bei der Afrikanischen Entwicklungsbank. Zwischen 2000 und 2004 war er Minister für Verkehr und Kommunikation der SADC. Zudem hielt er zu dieser Zeit weitere internationale Positionen inne, unter anderem von 2003 bis 2004 für die Afrikanische Union. Bei den Parlamentswahlen 2004 wurde Tomaz Salomão zum Mitglied des Parlaments gewählt.
Auf dem Gipfeltreffen der Staats- und Regierungschefs der SADC im August 2005 wurde Salomão zum Generalsekretär der SADC ernannt. 2013 endete seine Amtszeit mit der SADC-Gipfelkonferenz im August 2013 in Lilongwe, Malawi. Nun übernahm Stergomena Tax aus Tansania dessen Nachfolge im Amt.